# Liste der Träger des Großen Bundesverdienstkreuzes
Großkreuz |
Großes Verdienstkreuz mit Stern und Schulterband |
Großes Verdienstkreuz mit Stern |
Großes Verdienstkreuz |
Verdienstkreuz 1. Klasse |
Verdienstkreuz am Bande |
Verdienstmedaille
In dieser Liste sind die Träger des Verdienstordens der Bundesrepublik Deutschland in der Stufe Großes Verdienstkreuz mit kurzen Angaben zur Person aufgeführt.

## A
- Nermin Abadan-Unat, Wissenschaftlerin (1979)
- Adolf Abel, Architekt
- Theodor Acker, Eisenbahner (1964)
- August Adenauer, Jurist (1952)
- Mario Adorf, Schauspieler (2001)
- Adolf Ahrens, Unternehmer und Politiker (1969)
- Hans Albers, Schauspieler (1960)
- Gerhard Albrecht, Soziologe (1957)
- Hermann Aldinger, General (1966)
- Gerhardt Alleweldt, Weinbauexperte (1995)
- Axel von Ambesser, Autor, Regisseur, Schauspieler (1985)
- Armgard von Alvensleben, Äbtissin und Hauptgeschäftsführerin der Evangelischen Deutschen Bahnhofsmission (1959)
- Alois Ammerschläger, Unternehmer (1990)
- Kurt Andersen, Inspekteur des Bundesgrenzschutzes (1961)
- Stefan Andres, Schriftsteller (1958)
- Matthias Andresen, Politiker (CDU) (1968)
- Thomas Andresen, Politiker (CDU) (1968)
- Karl Julius Anselmino, Gynäkologe (1967)
- Otto Appel, Phytomediziner (1952)
- Carl-Christian Arfsten, Politiker (CDU) (1957)
- Gottfried Arnold, Politiker (CDU) (2008)
- Albrecht Aschoff, Politiker (FDP) (1971)
- Rudolf Augstein, Verleger (1997)

## B
- Egon Bahr, Politiker (SPD) (1973)
- Günter Baranek, Generalmajor (1976)
- Arnulf Baring, Publizist (2011)
- Heinrich Bartmann, Architekt und Hochschullehrer (1965)
- Peter Bartmann, Jurist und Kammerfunktionär (1954)
- Otto Bartning, Architekt (1953)
- Friedrich von Bassermann-Jordan, Weinbau-Historiker (1952)
- Walter Albert Bauer, Unternehmer (1961)
- Reinhold Michael Baumstark, Kunsthistoriker und Museumsdirektor (2011)
- Karl Bayer, Prälat, Generalsekretär der Caritas Internationalis (1965)
- Friedrich Bär, Mediziner und Lebensmittelchemiker (1973)
- Augustin Bea, Kurienkardinal (1954)
- Hans-Georg Beck, Byzantinist und Theologe (1981)
- Franz Beckenbauer, Fußballspieler und Sportfunktionär (2006)
- Erich Becker, Bauingenieur und Manager (1980)
- Karl Eugen Becker, Ingenieur (1998)
- Heinrich Felix Beckmann, Generalmajor der Bundeswehr (1986)
- Otto Beisheim, Kaufmann und Unternehmer (1994)
- Else Beitz, Erziehungswissenschaftlerin (2012)
- Richard Benz, Germanist und Schriftsteller (1959)
- Fritz Berendsen, Generalmajor (1964)
- Herbert Berg, Chemiker (1968)
- Heiner Berger, Oberstadtdirektor von Aachen (1996)
- Eduard Bergmann, Unternehmer und Honorarkonsul (1966)
- Karl Bergmann, Politiker (SPD) (1968)
- Heinrich Berndl, Politiker (1957)
- Fritz Beske, Gesundheitspolitiker (2012)
- Hans Beutz, Politiker (1972)
- Richard Bieling, Mediziner und Hochschullehrer (1958)
- Christoph Biemann, deutscher Autor, Regisseur und Darsteller (1995)
- Wolf Biermann, Liedermacher und Lyriker (2007)
- Stephan Billinger, Politiker (Bayernpartei) (1957)
- Dieter Bingen, Politikwissenschaftler und Zeithistoriker (2013)
- Hermann Bitter, Politiker (1969)
- Peter Heinrich von Blanckenhagen, deutsch-amerikanischer Archäologe und Kunsthistoriker (1981)
- Sepp Blatter, Schweizer Fußballfunktionär (2006)
- Hildegard Bleyler, Politikerin, MdB (1965)
- Herbert Blomstedt, Dirigent (2003)
- Hans Erhard Bock, Mediziner und Hochschullehrer (1973)
- Peter Boenisch, Journalist (2003)
- Philipp Freiherr von Boeselager, Widerstandskämpfer, Forstverbandsfunktionär (1989)
- Rolf Böhme, Oberbürgermeister von Freiburg im Breisgau (2005)
- Rudolf Bohnstedt, Dermatologe (1968)
- Anton Böhringer, Verwaltungsjurist (1988)
- Curt Bois, Schauspieler (1991)
- Helmut Bonheim Anglist und Hochschullehrer
- Gustav Borgner, Konsumgenossenschafter (1954)
- Oskar Böse, Vertriebenenfunktionär (1988)
- Carl Boysen, Inspekteur der Bereitschaftspolizeien der Länder (1975)
- Kurt Boysen, Politiker und Rechtsanwalt (2005)
- Rolf Boysen, Schauspieler (2009)
- Alexander von Branca, Architekt und Heimatpfleger (1999)
- Bruno O. Braun, Ingenieur und Manager (2015)
- Leo Brawand, Journalist (1988)
- Hellmut Bredereck, Chemiker und Hochschullehrer, Reformer und Stifter (1969)
- Theo Breider, Schriftsteller (1981)
- Andrea Breth, Theaterregisseurin (2015)
- Julius Bretz, Maler (1953)
- Joseph Breuer, Politiker (1951)
- Herbert Britz, Ärztefunktionär, Politiker
- Christoph Broelsch, Mediziner (2004)
- Elmar Brok, Politiker (2009)
- Dietrich Bruckmann, Unternehmer (1955)
- Martin Brüns, Politiker (1966)
- Margarete Buber-Neumann, Publizistin (1980)
- Ignatz Bubis, Vorsitzender des Zentralrats der Juden in Deutschland (1996)
- Emil Bücherl, Herzchirurg (1984)
- Carl-Ernst Büchting, Agrarwissenschaftler und Unternehmer (1991)
- Dorothea Buck, Autorin, Bildhauerin und Aktivistin der Bewegung Psychiatrie-Erfahrener (2008)
- Wilhelm Bühler, Politiker und Landrat (1989)
- Johannes Büll, Politiker (1953)
- Hans-Jörg Bullinger, Arbeitswissenschaftler (2006)
- Eberhard Burandt, Generalleutnant (1982)
- Heinz Burchardt, Generalmajor (1973)
- Hubert Burda, Kunsthistoriker und Verleger (2002)
- Alfred Burgemeister, Politiker (1968)
- Eugen Buri, Richter (1977)
- Ulrich Bürker, Direktor im Bundesnachrichtendienst (1970)
- Karl Buschmann, Gewerkschafter (1974)
- Felix Busse, Rechtsanwalt (2001)

## C
- Raban Freiherr von Canstein, Brigadegeneral (1966)
- Jose Carreras, Opernsänger (2004)
- Karl Christoffel, Politiker (CDU) (1959)
- August Claas, Unternehmer (1957)
- Josef Clemens, Titularbischof, Sekretär des Päpstlichen Laienrates (2007)
- Hedwig Conrad-Martius, Philosophin (1958)
- Aaron Copland, US-amerikanischer Komponist (1970)
- Albert Coppenrath, Pfarrer
- Fritz Corterier, Politiker (SPD) (1968)
- Johann Cramer, Politiker (SPD) (1968)
- Alfred Colsman, Ingenieur und Manager (1953)

## D
- Heinz Dabelow, Politiker (1998)
- Heinz Dähnhardt, Journalist (1968)
- Gustav Dahrendorf, Konsumgenossenschafter und SPD-Politiker (1954)
- Werner Danz, Politiker (FDP) (1982)
- Carola Dauber, Politikerin (SPD) (1969)
- Karl Otto Dehnert, Politiker in Wuppertal (1984)
- Heinz-Horst Deichmann, Unternehmer (2000)
- Harald Deilmann, Architekt (1976)
- Peter Demetz, Literaturwissenschaftler (1984)
- Johann Josef Demmel, Bischof der Altkatholischen Kirche (1955)
- Reinhard Demoll, deutscher Zoologe (1954)
- Paul Desfossez, französischer Ingenieur und Manager (1971)
- Harro Dicks, Opernregisseur (1992)
- Emmy Diemer-Nicolaus, Politikerin (1973)
- Erika Dienstl, Sportfunktionärin (1996)
- Carsten Diercks, Fernsehjournalist und -techniker (1985)
- Karl Diller, Politiker (1987)
- Stefan Dittrich, Politiker (CSU) (1968)
- Otto Dix, Künstler (1959)
- Carl Djerassi, Chemiker und Schriftsteller (2003)
- Otto Dockhorn, Politiker (1985)
- Peter Dörfler, Priester, Kinderheimleiter und Schriftsteller (1953)
- Willi Döring, Politiker (CDU)
- Günter Dörner, Endokrinologe und Sexualwissenschaftler (2002)
- Hansjürgen Doss, Architekt (2007)
- Hans Heinrich Driftmann, Unternehmer (2013)
- Joachim Dudeck, Medizininformatiker (2004)
- Hans-Peter Dürr, Atomphysiker, Träger des Alternativen Nobelpreises (2004)
- Hans Dyckerhoff, Unternehmer (1959)

## E
- Otto Eberle, Chemiker und Fabrikant (1958)
- Max Ehrhardt, Gewerkschafter (1965)
- Irenäus Eibl-Eibesfeldt, Biologe und Verhaltensforscher (1995)
- Fritz Eichbauer, Bauunternehmer (1993)
- Otto K. Eitel, deutschstämmiger Hotelmanager in Chicago (1953)
- Norbert Elias, deutsch-jüdischer Soziologe, Philosoph und Dichter (1986)
- José Luis Encarnação, Informatiker (2006)
- Wolfgang Endemann, Richter (1995)
- Engelbert Engel, katholischer Priester (1960)
- Wolf von Engelhardt, Geologe und Mineraloge (1985)
- Margarete Engländer, Politikerin, MdB (1965)
- Heinz Erhardt, Entertainer und Komiker (1979)
- Gerhard Ertl, Physiker, Nobelpreisträger für Chemie (1992)

## F
- Georg Fahrbach, Vorsitzender des Schwäbischen Albvereins (1959)
- Joseph Fassbender, Maler und Grafiker (1964)
- Giora Feidman, Klarinettist (2001)
- Ludwig E. Feinendegen, Strahlenmediziner (1994)
- Joseph Ferche, Weihbischof von Breslau und Köln (1958)
- Benjamin Ferencz, Chefankläger der Nürnberger Prozesse (2010)
- Ewald Fiedler, Ministerialbeamter (1957)
- Norbert Fischer, Jurist und Bankmanager (1993)
- Günther Fielmann, Unternehmer (2016)
- Eugen Flegler, Elektrotechniker und Hochschullehrer (1977)
- Alfred Friedrich Flender, Ingenieur und Unternehmer (1961)
- August Flender, Wirtschaftswissenschaftler (1968)
- Noah Flug, Präsident Internationales Auschwitz Komitee (2006)
- Elisabeth Flickenschildt, Schauspielerin (1975)
- Franziska Fischer, Mitglied des Bayerischen Senats (1965)
- Friedrich Förster, Physiker (1976)
- Jens Frahm, Biophysiker und Physikochemiker (2025)
- Albert H. Friedlander, Rabbiner (1993)
- Margot Friedländer, Holocaust-Überlebende (2025)
- Karl Hermann Friedrich, Generalmajor (1978)
- Johannes Frömming, Trabrennsportler (1972)
- Franklin Clark Fry, Theologe (1953)
- Wilhelm Fucks, Physiker (1985)
- Cornelia Funke, Autorin und Illustrationen (2008)

## G
- Lothar Gaa, Landtagspräsident von Baden-Württemberg (1981)
- Hans Wilhelm Gäb, Kommunikationsberater, Ehrenpräsident des Deutschen Tischtennis-Bundes (2006)
- Ovidiu Ganț, rumäniendeutscher Politiker (2024)
- Georg Gaßmann, Oberbürgermeister der Stadt Marburg (1972)
- Gerhard Gaul, nationalsozialistischer Richter, Politiker (1972)
- Ingeborg Geisendörfer, Politikerin (CSU) (1968)
- Wolfgang von Geldern, Politiker (CDU), Parlamentarischer Staatssekretär und Jurist (1990)
- Manfred Gentz, Industriemanager (2002)
- Götz George, Schauspieler (2014)
- Arthur Georgi, Verlagsbuchhändler und Mitinhaber des Paul Parey Verlags (1957)
- Rudolf Georgi, Verlagsbuchhändler und Mitinhaber des Paul Parey Verlags (1954)
- Ernst Geprägs, Landwirt, Verbandsfunktionär und Politiker (CDU) (1997)
- Rudolf-Christoph Freiherr von Gersdorff, Generalmajor, Gründungspräsident der Johanniter-Unfall-Hilfe (1979)
- Alexander Gerst, Astronaut (2019)
- Friedhelm Gieske, Manager (1995)
- Ralph Giordano, Autor (2009)
- Helmuth von Glasenapp, Indologe und Religionswissenschaftler, Hochschullehrer (1961)
- Michael Glos, Politiker (1996)
- Ernst O. Göbel, Physiker (2010)
- Reinhard Goerdeler, Rechtsanwalt und Wirtschaftsprüfer (1994)
- Rose Götte, Politikerin (1987)
- Franz Grave, emeritierter Weihbischof in Essen (2010)
- Hannelore Greve, Unternehmerin (2008)
- Claus Grimm, Vizepräsident des Bundesfinanzhofs (1990)
- Thomas Grochowiak, Maler und Museumsdirektor (1980)
- Will Grohmann, Kunsthistoriker (1960)
- David Grossman, israelischer Schriftsteller (2021)
- Siegfried Großmann, Physiker, Mitbegründer der Chaostheorie (1996)
- Wilhelm Groth, Chemiker (1970)
- Bernhard Grzimek, Zoologe und Tierfilmer (1969)
- Erich Gutenberg, Wirtschaftswissenschaftler (1968)

## H
- Joseph Haas, Komponist (1952)
- Emily Haber, Diplomatin (2024)
- Karl-Otto Habermehl, Arzt und Virologe (1996)
- Otto von Habsburg, deutsch-österreichischer Politiker (1987)
- Eberhard Hackensellner, Generalmajor der Bundeswehr (1983)
- Klaus Hackert, Handwerksfunktionär und Kommunalpolitiker (2005)
- Werner Hagedorn, Gewerkschafter (1995)
- Max Hagemann, Präsident des Bundeskriminalamtes (1952)
- Karl Hahn, Politiker (CDU) (1968)
- Werner Hahn, Politiker (CDU) (1982)
- Oron J. Hale, US-amerikanischer Historiker (1969)
- Julius Hallervorden, Hirnforscher (1956)
- Gail Halvorsen, Pilot der amerikanischen Luftwaffe während der Berliner Luftbrücke (1974)
- Heinrich Hamacher, Politiker (SPD) (1965)
- Oscar Hanke, Landrat (1970)
- Hans Carl Graf von Hardenberg, Diplomat (1969)
- Johannes Härtel, Generalmajor (1968)
- Franz Hartnagel, Politiker (CDU) und Landrat (1985)
- Otto Eduard Hasse, Schauspieler, Regisseur und Synchronsprecher (1974)
- Friedrich Haux, Fabrikant und Politiker (1952)
- Gustav Haydn, Schneider, Verbandsfunktionär und Politiker (1966)
- Hermann Hecht, Schifffahrtsunternehmer (1956)
- Erich Heckel, Maler (1956)
- Johannes Freiherr Heereman, Jurist und Malteser (2008)
- Lothar Heffter, Mathematiker (1957)
- Hans Hege, Landwirt (1960)
- Gerhard Heilfurth, Volkskundler (1959)
- Walter Heinemeyer, Historiker (1983)
- Herbert Helmrich, Jurist und Politiker (CDU) (1996)
- Gotthilf Hempel, Meeresbiologe (1993)
- Leo-Ferdinand Graf Henckel von Donnersmarck (2009)
- Wilhelm Henke, Theologe (1958)
- Werner Hennig, Jurist und Richter (1968)
- Dieter Henrich, Jurist (2003)
- Dietrich Henschler, Toxikologe (1975)
- Hans Werner Henze, Komponist (2008)
- Josef Herberger, Fußballtrainer (1967)
- Reinhard Herbig, Klassischer Archäologe (1958)
- Heinrich Hermelink, Kirchenhistoriker (1953)
- Hans Hertlein, Architekt (1957)
- Hans Otto Hettche, Chemiker, Mediziner und Hochschullehrer (1970)
- Karl Maria Hettlage, Rechts- und Finanzwissenschaftler, Politiker, Organisator der sogenannten Berliner Judenentmietungen (1967)
- Werner Heuser, Maler (1955)
- Regine Hildebrandt, Politikerin (SPD) (2001)
- Dieter Hoelzer, Hämatologe und Onkologe (2005)
- Hermann Hoepke, Anatom (1959)
- Karl Hofer, Maler (1953)
- Werner Höfer, Journalist (1973)
- Hans Hoffmann, Bürgermeister von Neckarsulm und Oberbürgermeister von Heilbronn (SPD) (1983)
- Hilmar Hoffmann, Kulturdezernent (1990)
- Antonius Hofmann, 82. Bischof von Passau (1979)
- Otto Höhne, Sportfunktionär (2001)
- Thomas Holtzmann, Schauspieler (2009)
- Hermann Honnef, Bauingenieur, Erfinder, Windkraftpionier (1952)
- Dietmar Hopp, Unternehmer (2010)
- Karl Hoppe, Germanist und Hochschullehrer (1968)
- Karl Horn, Oberbürgermeister von Bad Homburg (CDU) (1958)
- Elinor Hubert, Ärztin und Politikerin (SPD), MdB (1965)
- Diether Hummel, Präsident des Verbands Deutscher Sektkellereien, Ehrenpräsident der Industrie- und Handelskammer Wiesbaden (1969)
- Friedrich Hund, Physiker (1965)
- Emil Hurezeanu, rumänischer Diplomat und Politiker (2021)
- Hanns Dieter Hüsch, Kabarettist (1998)

## I
- Joseph Illerhaus, Politiker (CDU) und Verbandsfunktionär
- Leo Imhoff, Gastronom und Verbandsfunktionär (1987)
- Roland Issen, Politiker (SPD) und Gewerkschafter (1994)
- Otmar Issing, Ökonom, Mitglied des Direktoriums der Europäischen Zentralbank (2006)

## J
- Walter Jacob, Präsident des Abraham Geiger Kollegs an der Universität Potsdam (1998)
- Werner Jacobi, Politiker (SPD) (1968)
- Wilhelm Jacoby, Generalmajor (1993)
- Josef Jaitner, Brigadegeneral (1971)
- Alfred Jahn, Kinderchirurg (2009)
- Johann Janßen, Oberbürgermeister von Wilhelmshaven (1970)
- Rudolf Jenett, Generalmajor (1972)
- Hans-Heinrich Jescheck, Jurist (1984)
- Hanns Jess, Kriminalbeamter und Verfassungsschützer (1955)
- Lennart Johansson, Sportfunktionär (2005)
- Paul Jostock, Präsident des Statistischen Landesamtes Baden-Württemberg (1962)
- Peter Jungen, Manager (1999)
- Gottfried Jungmichel, Politiker (1972)
- Erwin Jürgens, Politiker (CDU) (1967)

## K
- Carl Kaelble, Unternehmer (1951)
- Georg Kalkbrenner, Politiker (1954)
- Helmut Kampe, Vizeadmiral (1985)
- Hermann Kapp, Politiker (CDU) (1967)
- Hugo Karpf, Politiker (1965)
- Heinz Karst, Brigadegeneral (1970)
- Margot Käßmann, Landesbischöfin (2008)
- Rudolf Kassel, klassischer Philologe (2003)
- Friedrich Kemnade, Konteradmiral (1970)
- Walter Kempowski, Schriftsteller (1996)
- Ida Kerkovius, Künstlerin (1954)
- Karl Kessel, Generalmajor (1970)
- Gerhard Kessler, Wirtschafts- und Sozialwissenschaftler (1953)
- Gottfried Kiesow, Vorstandsvorsitzender der Deutschen Stiftung Denkmalschutz (2000)
- Günter Kießling, General (1983)
- Hans Kindermann, Bildhauer und Hochschulrektor (1978)
- Theodor Klauser, katholischer Theologe, Wissenschaftsorganisator (1954)
- Paul-Georg Kleffel, Generalleutnant (1978)
- Josef Kleffner, Politiker (CDU) (1963)
- Herbert Kleinherne, Bergingenieur
- Hans Kleinschmidt, Pädiater (1955)
- Karl Kleyser, Generalmajor (1969)
- Albert Klotz, Generalstabsarzt (1970)
- Helmut Klotz, Opernsänger und Chorleiter (2005)
- Alexander Kluge, Autor und Filmemacher (2007)
- Wolfgang Klüpfel, Sparkassenmanager (1984)
- Nikolaus Knauf, Honorarkonsul, Geschäftsführender Gesellschafter (2007)
- Franz Knipping, Bauingenieur und Hochschullehrer (1952)
- Arnold Knoblauch, Architekt (1953)
- Charlotte Knobloch, Präsidentin der Israelitischen Kultusgemeinde (2008)
- Friedrich August Knost, Verwaltungsbeamter (1964)
- Christian Koch, Politiker (FDP) (1954)
- Karl-Heinz Koch, Politiker (1989)
- Wilhelm Koch, Manager (1969)
- Willi Koch, Politiker (1965)
- Wilhelm Köhler, Unternehmer
- Gert Kohlmann, Generalmajor (1979)
- Teddy Kollek, israelischer Politiker (1998)
- Willy Könen, Politiker (SPD) (1968)
- Georg König, Agrarfunktionär, Politiker (FDP) (1964)
- Otto Konz, Wasserbauingenieur (1951)
- Lisa Korspeter, Politikerin (SPD), MdB (1965)
- Wolfgang Köstlin, Generalmajor (1971)
- Bernhard Kötting, katholischer Theologe, Wissenschaftsfunktionär (1980)
- Viktor de Kowa, Theater- und Filmschauspieler, Chansonsänger, Regisseur, Erzähler und Komödiendichter (1972)
- Wilhelm Krane, Generalarzt (1964)
- Hans-Ulrich Krantz, Generalmajor (1966)
- Herbert Kraus, Rechtswissenschaftler (1957)
- Herbert Krause, Brigadegeneral und Nachrichtendienstmitarbeiter (1971)
- Wolfgang Krawietz, Generalstabsarzt (1980)
- Albert Krebs, Justizbeamter (1965)
- Wilhelm Kreis, Architekt (1953)
- Ernst Kretschmer, Psychiater (1958)
- Anastassios Kriekoukis, Diplomat
- Herbert Krimm, Theologe (1976)
- Hardy Krüger, Filmschauspieler und Schriftsteller (2009)
- Horst Krüger, Generalmajor (1973)
- Hugo Krueger, Ingenieur und Bergwerksdirektor (1962)
- Wilhelm Krull, Wissenschaftsmanager (2023)
- Hans Kubis, Generalleutnant (1983)
- Friedrich Kühn, Politiker (CDU) (1968)
- Elsie Kühn-Leitz, Juristin und Mäzenin (1984)
- Walter Künneth, lutherischer Theologe (1966)
- Hans-Georg Kuhn, Gewerkschafter (1994)
- Reiner Kunze, Schriftsteller (1993)
- Georg Kurlbaum, Politiker (SPD) (1968)
- Karl Kurz, Unternehmer (1967)

## L
- Friedrich Lademann, Straßenbahningenieur (1955)
- Hellmuth Laegeler, Generalmajor (1962)
- Manfred Lahnstein, Politiker (2007)
- Wolfram Langer, Ökonom (1969)
- Hans Joachim Langmann, Unternehmer und Verbandsfunktionär (1985)
- Wolfgang Langkau, Generalmajor der Reserve (1963)
- Ilse Langner, Schriftstellerin (1981)
- Ronald Lauder, US-amerikanischer Unternehmer, Präsident des Jüdischen Weltkongresses (2015)
- Ernst Lechner, Politiker und „Vater“ des Fränkischen Seenlandes
- Sébastien Lecornu, französischer Politiker (2024)
- Karl Kardinal Lehmann, Bischof von Mainz, Vorsitzender der deutschen Bischofskonferenz (1988)
- Klaus-Dieter Lehmann, Präsident des Goethe-Instituts (2011)
- Berthold Leibinger, Erfinder, Unternehmer und Mäzen (2007)
- Lotte Lemke, Fürsorgerin und Vorsitzende der Arbeiterwohlfahrt (1963)
- Karl Heinz Lemmrich, Ingenieur und Politiker (CSU) (1983)
- Hans Lenk, Philosoph und Ruderer (2005)
- Felix Lesser, Richter (1957)
- Karl Magnus Graf Leutrum von Ertingen, Landwirt und Politiker (2008)
- Hans Liebherr, Maurermeister, Erfinder, Unternehmensgründer (1986)
- Hanns-Gero von Lindeiner, Forstmann, Jäger, Diplomat und Politiker
- Werner Lindenmaier, Jurist (1985)
- Fritz Lindner, Biochemiker (1967)
- Hans-Joachim Lindner, Unternehmer (1970)
- Gotthilf Link, Landwirt und Politiker (1988)
- Maria Lipp, Chemikerin (1962)
- Wilfried Lochte, Ingenieur (2006)
- Martin Löffler, Rechtsanwalt und Presserechtler (1985)
- Steffen Lorenz, Manager und IHK-Vorsitzender (1992)
- Gerhard Löwenstein, Arzt (1980)
- Heinrich Lübke, Politiker (1957)
- Marie-Elisabeth Lüders, Politikerin (1952)
- Irene Ludwig, Mäzenin (1992)
- Karl-Heinz Ludwig, Jurist (1987)
- Werner Ludwig, Oberbürgermeister von Ludwigshafen (1990)
- Otto Lummitzsch, Gründer der Bundesanstalt Technisches Hilfswerk (1955)
- Arno Lustiger, Historiker (2009)

## M
- Georg Mack, Politiker (CSU) (1965)
- Albrecht Magen, Politiker (2004)
- Franz Magnis-Suseno, Theologe (2001)
- Karl Maier, Richter (1977)
- Karl Mailänder, Beamter der Wohlfahrtspflege (1960)
- Ernst Majonica, Politiker (CDU) (1968)
- Walter Mallmann, Politiker (CDU) (2014)
- Siegfried Mampel, Jurist (1983)
- Jürgen von Manger, Schauspieler, Kabarettist und Komiker (1987)
- Kurt Mantel, Forstwissenschaftler (1970)
- Konrad Manthey, Generalmajor (1988)
- Andrei Marga, rumänischer Politiker (2003)
- Eugen Theodor Martin, Unternehmer und Stifter (2007)
- Siegfried Maruhn, Journalist (1975)
- Siegfried Matthus, Komponist (2015)
- Alexander Matting, Ingenieur und Hochschullehrer (1968)
- Kurt Mattick, Politiker (SPD) (1968)
- Helmut Maucher, Manager (1988)
- Agnes Katharina Maxsein, Politikerin (CDU) (1968)
- Wilhelm Meiß, Richter (1959)
- Gertrud Meißner, Medizinerin (1981)
- Otto Meitinger, Architekt und Hochschullehrer
- Reinhard Menger, Ingenieur (1985)
- Heinrich G. Merkel, Zeitungs- und Buchverleger (1964)
- Ernst Metz, Generalmajor (1973)
- Lothar Metz, Brigadegeneral der Bundeswehr und Unterabteilungsleiter im Bundesnachrichtendienst (1966)
- Volker ter Meulen, Mediziner (2008)
- Hans Joachim Meyer, Politiker (2005)
- Hugo Meyer-Delius, Kinderarzt (1962)
- Herta Meyer-Riekenberg, Gewerkschafterin (1971)
- Maria Meyer-Sevenich, Politikerin, MdL Niedersachsen, niedersächsische Ministerin (1966)
- Werner Middelmann, Politiker (1970)
- Klaus Miehlke, Internist (1999)
- Robert Minder, französischer Literaturwissenschaftler (1962)
- Ludger Mintrop, Geophysiker (1955)
- Willy Minz, Ökonom (1967)
- Ladislao Mittner, italienischer Germanist (1957)
- Liz Mohn, Verlegerin (2010)
- Heinz Mohnen, Jurist und Oberstadtdirektor von Köln (1977)
- Robert Mohrhoff, Leiter der niedersächsischen Staatskanzlei (1984)
- Wolfgang A. Mommsen, Historiker, Präsident des Bundesarchivs Koblenz (1972)
- Hans-Jürgen Moog, Kommunalpolitiker (2003)
- Jürgen Morlok, Politiker (FDP) (1988)
- Franz Mühlenberg, Kommunalpolitiker (1961)
- Wolfgang Mülberger, Politiker (1965)
- Eberhard Müller, Pfarrer und Geschäftsführender Direktor der Evangelischen Akademie Bad Boll (1971)
- Friedrich Müller, Politiker (SPD) (1976)
- Heinrich Müller, Politiker (SPD)
- Nikolaus Müller, Oberbürgermeister der Stadt Augsburg (1956)
- Werner Müller, Politiker (2010)
- Maximilian Müller-Jabusch, Journalist und Schriftsteller (1954)
- Karl Münchinger, Dirigent (1955)

## N
- Estrongo Nachama, Oberkantor der Jüdischen Gemeinde zu Berlin (1995)
- Max Näder, Unternehmer (1970)
- Friederike Nadig, Politikerin (SPD) (1961)
- Johannes Nar, Theologe, Caritasdirektor, Politiker (1963)
- Hartmut Nassauer, Politiker (2006)
- Rolf Nebinger, Politiker (1982)
- Victor Neels, belgischer Militär (1980)
- John Neumeier, Choreograf (2011)
- Hedwig Neven DuMont, Verlegergattin (2006)
- Ernst Niermann, Militärgeneralvikar des Deutschen Militärordinariats (1995)
- Ida Noddack, Chemikerin, Mitglied der Leopoldina (1966)
- Elisabeth Noelle-Neumann, Meinungsforscherin (1976)
- Leo Nowak, Altbischof von Magdeburg (2007)
- Friedrich Nowottny, Journalist (1986)
- Heinz-Josef Nüchel, Politiker (2001)
- Robert Nünighoff, Direktor, Präsident der Industrie- und Handelskammer Wetzlar (1968)

## O
- Dieter Oberndörfer, Politikwissenschaftler und Hochschullehrer (1994)
- Dietrich Oppenberg, Verleger (1977)
- Oscar Orth, Arzt (1957)
- Kurt Ortmann, belgischer Politiker (1988)

## P
- Rüdiger von Pachelbel, Diplomat
- Rudi-Karl Pahnke, Theologe (2010)
- Pietro Parolin, italienischer Erzbischof und vatikanischer Diplomat (2009)
- Joseph Pascher, katholischer Theologe und Berater beim Zweiten Vatikanischen Konzil
- Friedrich Pauwels, Orthopäde und Biomechaniker (1962)
- Erwin Petermann, Museumsdirektor (1969)
- Alfred Petersen, Bischof für den Sprengel Schleswig (1978)
- Filippos Petsalnikos, griechischer Politiker (2009)
- Herbert Petzold, Jurist (2002)
- Nikolaus Pevsner, Kunsthistoriker (1967)
- Sigrid Peyerimhoff, Chemikerin (2008)
- Kurt Pfeiffer, Initiator des Karlspreises der Stadt Aachen (1981)
- Hans-Christian Pilster, Generalmajor, Abteilungsleiter im Bundesnachrichtendienst (1974)
- Rudolf Pichlmayr, Transplantationsmediziner (1995)
- Edmund Piszcz, Erzbischof von Ermland (2004)
- Wilhelm Pitz, Chorleiter und Dirigent (1967)
- Nora Platiel, Politikerin (SPD), MdL, Landgerichtspräsidentin (1966)
- Hippolyt Poschinger von Frauenau, Unternehmer, Forstwirt und Politiker (1968)
- Franz Pöggeler, Pädagoge und Hochschullehrer (1986)
- Max Pohlenz, klassischer Philologe (1955)
- Paul-Günter Pötz, Ministerialdirigent (1988)
- Alfred Prang, Ministerialbeamter (1957)
- Marek Prawda, polnischer Diplomat (2012)
- Werner Premauer, Bankmanager (1972)
- Hermann Prey, Bariton (1981)
- Wilhelm Prilipp, Brigadegeneral (1966)
- Theodor Prinzing, Richter (1989)
- Maria Probst, Politikerin (CSU) (1965)
- Marian Przykucki, Erzbischof von Stettin (2006)
- Hans Puvogel, Politiker (1973)

## Q
- Fazu Qiu, chinesischer Chirurg (1985)
- Johanna Quandt, Industriellengattin (2009)
- Thomas Quasthoff, Sänger (Bassbariton) (2005)
- Wolfgang Queisner, Brigadegeneral (1964)

## R
- Franz Radziwill, Maler (1971)
- Elgar von Randow, Diplomat (1968)
- Alfred Rauch, Ingenieur und Politiker (1963)
- Dietrich Rauschning, Rechts- und Staatswissenschaftler (2006)
- Ulrich Raydt, Unternehmer
- Günther Reeder, Konteradmiral (1971)
- Rudolf Reichenberger, Generalleutnant (1977)
- Ilsa Reinhardt, Politikerin (NLP, CDU) (1966)
- Georg Ress, Hochschullehrer (2008)
- Eva Gabriele Reichmann, Historikerin (1983)
- Hans Reinauer, Mediziner (2004)
- Edgar Reitz, Filmregisseur (2006)
- Stefie Restle, Politikerin (1967)
- Franz Riemer, Priester (1953)
- Fritz Rettig, Gewerkschafter (1966)
- Gustav Rheinberger, Unternehmer (1954)
- Wilhelm Rieger, Ökonom (1957)
- Fritz Ries, Industrieller (1967)
- Ernst Theodor Rietschel, Chemiker (2010)
- Günter Rinsche, Politiker (CDU) (1999)
- Gerhard A. Ritter, Historiker (2008)
- Wilhelm von Roeder, Brigadegeneral (1965)
- Bernhard Rogge, Konteradmiral (1962)
- Rudi Rohlmann, Politiker (1982)
- Wilhelm Rohwedder, Politiker (1964)
- Otto Rombach, Schriftsteller und Journalist (1964)
- Wilhelm Rombach, Verwaltungsjurist (1952)
- Wilfried von Rosenthal, Brigadegeneral (1966)
- Walter Rösch, Jurist (1969)
- Hans-Rudolf Rösing, Konteradmiral (1966)
- Josef Rösing, Politiker (CDU) (1968)
- Eugen Roth, Lyriker (1965)
- Georg Rückert, Gründer des Collegium Augustinum (1974)
- Bruno Rühl, Politiker (1986)
- Josef Rudnick, Unternehmer und Politiker (1993)
- Heinz Rühmann, Schauspieler (1966)
- Reinhard Rürup, Historiker (2010)
- Jürgen Rüttgers, Politiker (CDU) (1997)

## S
- Jerzy Samiec, polnischer Theologe und Bischof (2018)
- Horst von Sanden, Mathematiker und Hochschullehrer (1957)
- Otfried Sander, Jurist und Politiker (1984)
- Gerd Sandstede, Chemiker (2005)
- Fritz Sänger, Journalist und Politiker (1969)
- Dieter Schäfer, Historiker (2002)
- Aloys Schaefer, Jurist und Politiker (1997)
- Hans Schaefer, Mediziner (1975)
- Arthur Scharmann, Physiker (1993)
- Fritz W. Scharpf, Rechts- und Politikwissenschaftler (2004)
- Heribert Scharrenbroich, Politiker (2022)
- Josef Schaub, Zeitungsverleger (1959)
- Wolfgang Schäuble, Politiker (CDU) (1984)
- Lothar Scheche, Jurist (1955)
- Harald Schering, Physiker (1957)
- Otto Schily, Rechtsanwalt, Politiker (2004)
- Annemarie Schimmel, Islamwissenschaftlerin (1989)
- Nora Schimming-Chase, Politikerin (1997)
- Otto Schlenzka, Sportfunktionär (1984)
- Willy Schleunung, Bayerischer Senator (1982)
- Anton Schlüter (Unternehmer) (1987)
- Max Schmeling, Boxer (1971)
- Heinrich Schmidhuber, MdL, Präsident des Bayerischen Sparkassen- und Giroverbandes (2007)
- Peter Schmidhuber, Politiker (CSU), EU-Kommissar (1982)
- August Schmid-Lindner, Komponist und Hochschullehrer (1953)
- Albrecht Schmidt, Jurist und Bankmanager (2000)
- Gerhard Schmidt, Stifter (2007)
- Guido Schmidt, Richter am Bundesgerichtshof (1958)
- Konrad Schmidt-Torner, Präsident der Bundesdruckerei (1972)
- Charlotte Schmitt, Richterin (1978)
- Matthias Schmitt, Nationalökonom (1974)
- Karl Schmitt-Walter, Opern- und Liedersänger (1960)
- Günter Schmölders, Wirtschaftswissenschaftler (1969)
- Karl Schnabel, Politiker (2005)
- Hans Karl Schneider, Wirtschaftswissenschaftler (1996)
- Paul Schneider-Esleben, Architekt (1987)
- Wolfgang Schneiderhan, Generalinspekteur der Bundeswehr (2009)
- Julius H. Schoeps, Historiker (2020)
- Arno Scholz, Verleger (1964)
- Peter Scholze, Mathematiker (2019)
- Franz Schramm, Politiker (1952)
- Franz Schriewer, Bibliothekar (1959)
- Ernst Schröder, Gartenarchitekt und Politiker (DVP, FDP) (1953)
- Manfred Schubert (Jurist), Verwaltungsjurist (1968)
- Wolfgang Schulhoff, Politiker (CDU) (2007)
- Rudolf Schulten, Nukleartechnologe (1989)
- Marianne Schultz-Hector, Politikerin (CDU) (1995)
- Ernst Hermann Schulz, Eisenhüttenmann und Forschungsorganisator (1960)
- Erich Schulze, Vorstand der GEMA (1978)
- Johannes Schulze, Theologe, Landessuperintendent (1968)
- Hubert Schulze-Pellengahr, Politiker, MdB (CDU) und Landrat (1969)
- Georg Schumann, Pianist, Komponist, Dirigent, erster Träger des Großen Verdienstkreuzes (1951)
- Annemarie Schuster, Politikerin (CDU)
- Max Schwarz, Politiker (SPD), MdL Niedersachsen (1969)
- Fritz Schwerdtfeger, Forstwissenschaftler und Zoologe (1971)
- Wilhelm Graf Schwerin von Schwanenfeld, Land- und Forstwirt, Präsident der Johanniter-Unfall-Hilfe (1998)
- Matthias Schwickerath, Botaniker (1966)
- Heinz Sebiger, Steuerberater und Unternehmer
- Richard Sedlmaier, Kunsthistoriker und Hochschullehrer (1958)
- Uwe Seeler, Fußballspieler (1970)
- Kurt Seelmann, Unternehmer (2008)
- Hinrich Seidel, Präsident der Universität Hannover (1990)
- Ursula Seiler-Albring, Politikerin (FDP) (2021)
- Ludwig Seiterich, Landrat (1968)
- Elisabeth Selbert, Politikerin und Juristin (1958)
- Christel Sembach-Krone, Zirkusdirektorin (1999)
- Josef Siedler, Politiker (1975)
- Michael Siegel, Rechtsanwalt (1971)
- Johann Sierks, Gewerkschafter und Politiker (1980)
- Renée Sintenis, Bildhauerin (1953)
- Kurt Wilhelm Söldner, Sozialverbandsfunktionär (1999)
- Siegfried Sorge, Politiker (SPD, FWG) und Landrat (1990)
- Ernst Speer, Psychiater (1959)
- Karlheinz Spielmann, Jurist und Bürgeranwalt (1979)
- Günter Spielmeyer, Richter (1991)
- Hermann Josef Spital, Bischof von Trier (1991)
- Adolf Spotka, Politiker (2007)
- Bernhard Sprengel, Schokoladenfabrikant (1959)
- Klaus Staeck, Plakatkünstler (2007)
- Ernst Steinbach, Theologe (1966)
- Hans-Georg Stemann, Bundeswehrinspekteur (1971)
- Konrad Stephanus, Brigadegeneral (1965)
- David Stetter, Politiker (SPD) und Gewerkschaftsführer (1952)
- Günter Stock, Physiologe (2012)
- Martin Storz, Landwirt, Verwaltungsbeamter und Politiker (1966)
- Gustav Stratil-Sauer, österreichischer Geograph (1964)
- Georg Strickrodt, Politiker (1978)
- Wolfgang-Lukas Strohmayer, österreichischer Diplomat
- Hinrich Struve, Feuerwehrverbandsfunktionär (1994)
- Georg Sturmowski, Politiker (CDU) (1990)
- Michael Succow, Biologe und Agrarwissenschaftler (2015)
- Herbert Sulzbach, Kulturoffizier im Offizierslager Featherstone
- Ulf Sundberg, schwedischer Forstwissenschaftler (1974)
- Walther Sundermeyer, Verwaltungsjurist (1965)

## T
- Gustav Tauber, Apotheker (1968)
- Meinhard Tenné, deutsch-israelischer Repräsentant des Judentums (2015)
- Jürgen Thee, Politiker (1968)
- Josef Thesing, Politiker (2008)
- Rolf Thieringer, Politiker (1993)
- Claus Thierschmann, Generalleutnant der Luftwaffe
- Hans Willi Thoenes, Ingenieur und Chemiker (1988)
- Otto Tietmann, Landwirt und Ministerialbeamter (1959)
- Rudolf Titzck, Politiker (1976)
- Ernst Toch, Komponist (1958)
- Heinrich Toeller, Physiker (1983)
- Klaus Töpfer, Politiker (1990)
- Erich Topp, Marineoffizier (1969)
- Boubacar Toumba, nigrischer Offizier und Politiker
- Heinrich Traublinger, Kammerfunktionär und Politiker (CSU) (2007)
- Thomas Treu, österreichischer Militärarzt (2009)
- Georg Stefan Troller, Schriftsteller und Dokumentarfilmer (2021)
- Hellmut Trute, Wirtschaftsjurist

## U
- Franz Uhle-Wettler, Generalleutnant (1987)
- Hermann Unger, Brigadegeneral (1980)
- Siegfried Unseld, Verleger (1993)
- Lothar Urbanczyk, Jurist und Politiker (1968)
- Harald Freiherr von Uslar-Gleichen, Brigadegeneral (1963)
- Peter Ustinov, Schauspieler (1998)

## V
- Caterina Valente, Sängerin und Schauspielerin (1986)
- Bruno Valentin, Orthopäde und Hochschullehrer (1965)
- Ulrich Varnbüler von und zu Hemmingen, Brigadegeneral (1963)
- Otto Veit, Anatom (1964)
- Josephus Joannes Maria van der Ven, niederländischer Jurist (1976)
- Hasso Viebig, Brigadegeneral
- Martin Viessmann, Unternehmer (2017)
- Miloslav Vlk, tschechischer Geistlicher, Erzbischof von Prag (1999)
- August Vochtel, Lokomotivführer (1953)
- Wolfgang Voelkner, Ingenieur und Hochschullehrer (2005)
- Uwe Vogel, Generalleutnant (1973)
- Günter Vogelsang, Industriemanager und Unternehmensberater (1989)
- Hermann Vogt, Generalmajor (1982)
- Hanshermann Vohs, Konteradmiral (1983)
- Antje Vollmer, Politikerin (2005)
- Wilhelm Voß, Brigadegeneral (1966)

## W
- Bernhard Wachowsky, Seelsorger (1966)
- Emil Wachter, Maler und Bildhauer (2011)
- Joseph Wagenbach, Politiker (CDU) (1963)
- Georg Wagner, Geologe und Hochschullehrer
- Ruth Wagner, Politikerin (FDP) (2006)
- Valentin Wallauer, Politiker (FDP) (1962)
- Bernhard Walter, Gründer der Stiftung zum Wiederaufbau der Dresdner Frauenkirche (2007)
- Fritz Walter, Fußballspieler (1970)
- Max Wartemann, Politiker (1971)
- Helene Weber, Politikerin (Zentrum, CDU) (1956)
- Wilhelm Weber, Oberbürgermeister von Hannover (1954)
- Ulrich Wegener, Brigadegeneral im Bundesgrenzschutz (1977)
- Herbert Wehnelt, Generalleutnant der Luftwaffe (1973)
- Heinz Weil, Widerstandskämpfer und Präsident des Landgerichts Ellwangen (1979)
- Ernst Weisenfeld, Journalist (2004)
- Albrecht Weiß, Jurist, Nationalökonom und Hochschullehrer (1960)
- Richard von Weizsäcker, Politiker (1975)
- Ernst Ulrich von Weizsäcker, Umweltwissenschaftler und -politiker (2009)
- Herbert Welling, Physiker (2010)
- Josef Wennemann, Arzt (2008)
- August Wenzel, Fußballfunktionär (1982)
- Herbert Werner, Politiker (CDU) (2007)
- Gerhard Wessel, Generalleutnant und Präsident des Bundesnachrichtendienstes (1977)
- Helene Wessel, Politikerin (Zentrum, SPD), (1965)
- Hilde Westrick, Medizinerin (1969)
- Gottfried Wetterich, Richter (1985)
- Edmund Wetzel, Richter (1973)
- Erwin Wicker, Generalmajor (1968)
- Heinrich Wiesen, OLG-Präsident Düsseldorf (1993)
- Martin Wiesend, Weihbischof von Bamberg (1987)
- Henning Wilcke, Generalmajor der Luftwaffe der Bundeswehr (1967)
- Klaus Wilkens, Wirtschaftswissenschaftler und Ehrenpräsident der Deutsche Lebens-Rettungs-Gesellschaft (2003)
- Helmut Willmann, Generalleutnant (2001)
- Thomas Wimmer, Münchner Oberbürgermeister von 1948 bis 1960 (1955)
- Adolf Wingler, Jurist (1964)
- Cuno Winkler, Nuklearmediziner
- Heinrich August Winkler, Historiker (2018)
- Richard Winkler, Unternehmer (1959)
- Ernst-Ludwig Winnacker, Hochschullehrer, Präsident der Deutschen Forschungsgemeinschaft (2006)
- August Winnig, Schriftsteller (1955)
- Friedrich Winter, Politiker (SPD) und Landrat (1964)
- Berno Wischmann, Leichtathlet und Hochschullehrer (1981)
- Albrecht Woeste, Unternehmer und Sportfunktionär (2001)
- Gabriele Wohmann, Schriftstellerin (1997)
- Heinz Heinrich Anton Wolf, Politiker (CDU)
- Notker Wolf, Benediktinerabt (2007)
- Hans-Heinrich Worgitzky, Vizepräsident des Bundesnachrichtendienstes (1967)
- Hanns Egon Wörlen, Architekt (2007)
- Hans-Georg Wormit, Präsident der Stiftung Preußischer Kulturbesitz
- Franz Wosnitza, katholischer Priester, engagiert für die deutsch-polnische Versöhnung (1972)
- Zhongbi Wu, chinesischer Pathologe (1986)
- Heinrich Wullenhaupt, Politiker (CDU) (1968)
- Martin Wurm, Politiker (CDU) (1989)
- Carl Herzog von Württemberg, Unternehmer (1997)

## Y
- Yun I-sang, koreanisch-deutscher Komponist (1988)

## Z
- Peter Zadek, Regisseur (2002)
- Wolf von Zawadzky, Brigadegeneral (1966)
- Leopold Ziegler, Philosoph (1956)
- Arthur Zinzen, Ingenieur (1964)
- Arthur Zitscher, Chemiker (1954)
- Manfred Zollner, Unternehmer (2010)
- Eberhard Zorn, General (2024)
- Walter Zuber, Politiker (2005)
- Georg Zundel, Physiker, Unternehmer und friedenspolitisch engagierter Philanthrop (2003)